# العلاقات الآيسلندية النرويجية
العلاقات الآيسلندية النرويجية هي العلاقات الثنائية التي تجمع بين آيسلندا والنرويج.

## مقارنة بين البلدين
هذه مقارنة عامة ومرجعية للدولتين:
| وجه المقارنة                                              | آيسلندا          | النرويج                                                   |
| --------------------------------------------------------- | ---------------- | --------------------------------------------------------- |
| المساحة (كم2)                                             | 103.00 ألف       | 385.21 ألف                                                |
| عدد السكان (نسمة)                                         | 317.35 ألف       | 5.33 مليون                                                |
| الكثافة السكانية (ن./كم²)                                 | 3.08             | 13.84                                                     |
| العاصمة                                                   | ريكيافيك         | أوسلو                                                     |
| اللغة الرسمية                                             | اللغة الآيسلندية | بوكمول، لغات السامي، نينوشك، اللغة النرويجية              |
| العملة                                                    | كرونة آيسلندية   | كرونة نروجية                                              |
| الناتج المحلي الإجمالي (بليون دولار)                      | 23.91 مليار      | 398.83 مليار                                              |
| الناتج المحلي الإجمالي (تعادل القوة الشرائية) بليون دولار | 15.79 مليار      | 322.23 مليار                                              |
| الناتج المحلي الإجمالي الاسمي للفرد دولار أمريكي          | 50.17 ألف        | 74.40 ألف                                                 |
| الناتج المحلي الإجمالي للفرد دولار أمريكي                 | 46.55 ألف        | 65.61 ألف                                                 |
| مؤشر التنمية البشرية                                      | 0.899            | 0.944                                                     |
| رمز المكالمات الدولي                                      | +354             | +47                                                       |
| رمز الإنترنت                                              | .is              | .no                                                       |
| المنطقة الزمنية                                           | 00، أوروبا/لندن ‏ | ت ع م+01:00، ت ع م+02:00، توقيت وسط أوروبا، أوروبا/أوسلو ‏ |

## مدن متوأمة
في ما يلي قائمة باتفاقيات التوأمة بين مدن آيسلندية ونرويجية:
- ترتبط كوبافوغور مع تروندهايم باتفاقية توأمة.
- ترتبط أربورغ مع آرندال باتفاقية توأمة منذ 6 يوليو 1987.
- ترتبط غارذاباير مع أسكر باتفاقية توأمة.
- ترتبط Seltjarnarnes [الإنجليزية]‏ مع نيسودن باتفاقية توأمة.
- ترتبط اسافيوردور مع تونسبرغ باتفاقية توأمة.
- ترتبط بورغارنيس مع أولنساكر باتفاقية توأمة.
- ترتبط رايكيانسبير مع كريستيانساند باتفاقية توأمة.[19]
- ترتبط Blönduós [الإنجليزية]‏ مع موس باتفاقية توأمة.[20]
- ترتبط فياردابيغد مع ستافانغر باتفاقية توأمة منذ 1998.
- ترتبط دالفيك مع هامار باتفاقية توأمة.[21]
- ترتبط هافنارفيوردور مع باروم باتفاقية توأمة.[22]
- ترتبط ريكيافيك مع أوسلو باتفاقية توأمة.
- ترتبط Húsavík [الإنجليزية]‏ مع فريدريكستاد باتفاقية توأمة.
- ترتبط Neskaupstaður [الإنجليزية]‏ مع ستافانغر باتفاقية توأمة منذ 1974.
- ترتبط Stykkishólmur [الإنجليزية]‏ مع درامن باتفاقية توأمة منذ 1979.
- ترتبط سيلفوس مع آرندال باتفاقية توأمة.
- ترتبط هوفن مع ريسور باتفاقية توأمة.
- ترتبط موسفلسبير مع شين باتفاقية توأمة.
- ترتبط أكوريري مع أوليسوند باتفاقية توأمة منذ 14 أكتوبر 1994.[23]
- ترتبط ألفتينس مع يوفيك باتفاقية توأمة.

## منظمات دولية مشتركة
يشترك البلدان في عضوية مجموعة من المنظمات الدولية، منها:
| علم المنظمة | اسم المنظمة                               | تاريخ انضمام آيسلندا | تاريخ انضمام النرويج |
| ----------- | ----------------------------------------- | -------------------- | -------------------- |
|             | حلف شمال الأطلسي                          | 4 أبريل 1949         | 4 أبريل 1949         |
|             | وكالة ضمان الاستثمار متعدد الأطراف        | 25 سبتمبر 1998       | 9 أغسطس 1989         |
|             | منظمة الشرطة الجنائية الدولية             | ?                    | ?                    |
|             | مجموعة الموردين النوويين                  | ?                    | ?                    |
|             | رابطة التجارة الحرة الأوروبية             | ?                    | ?                    |
|             | منظمة حظر الأسلحة الكيميائية              | ?                    | ?                    |
|             | منظمة التجارة العالمية                    | ?                    | 1995                 |
|             | الفريق المعني برصد الأرض                  | ?                    | ?                    |
|             | الأمم المتحدة                             | 19 نوفمبر 1946       | 27 نوفمبر 1945       |
|             | مؤسسة التمويل الدولية                     | 20 يوليو 1956        | 20 يوليو 1956        |
|             | يونسكو                                    | 8 يونيو 1964         | 4 نوفمبر 1946        |
|             | مؤسسة التنمية الدولية                     | 19 مايو 1961         | 24 سبتمبر 1960       |
|             | منظمة الأمن والتعاون في أوروبا            | 25 يونيو 1973        | 25 يونيو 1973        |
|             | الاتحاد الدولي للاتصالات                  | 1 أكتوبر 1906        | 1866                 |
|             | منظمة التعاون الاقتصادي والتنمية          | ?                    | ?                    |
|             | مجموعة أستراليا                           | 1993                 | 1986                 |
|             | اتحاد المدفوعات الأوروبي ‏                 | ?                    | ?                    |
|             | المنطقة الاقتصادية الأوروبية              | 1994                 | ?                    |
|             | المجلس الشمالي                            | ?                    | ?                    |
|             | نظام تحكم تكنولوجيا القذائف               | 1993                 | 1990                 |
|             | مجلس دول بحر البلطيق                      | ?                    | ?                    |
|             | مجلس أوروبا                               | ?                    | 5 مايو 1949          |
|             | اتفاقية السماوات المفتوحة                 | ?                    | ?                    |
|             | المجلس القطبي                             | ?                    | ?                    |
|             | البنك الدولي للإنشاء والتعمير             | 27 ديسمبر 1945       | 27 ديسمبر 1945       |
|             | المنظمة الهيدروغرافية الدولية             | ?                    | ?                    |
|             | الاتحاد البريدي العالمي                   | ?                    | ?                    |
|             | المركز الدولي لتسوية المنازعات الاستشارية | 14 أكتوبر 1966       | 15 سبتمبر 1967       |

## وصلات خارجية
- موقع وزارة الخارجية الآيسلندية
- موقع وزارة الخارجية النرويجية